# ディエゴ・チャラ
ディエゴ・チャラ（Diego Chará、1986年4月5日 - ）は、コロンビア出身のサッカー選手。ポートランド・ティンバーズ所属。ポジションはMF。元サッカーコロンビア代表。

## クラブ経歴
デポルテス・キンディオのユースチームでプレーをはじめた。2004年にはトップチームに昇格し、キンディオにとって重要な選手となった。在籍5年でリーグ戦124試合に出場し、2ゴールを記録した。
キンディオでの活躍からコロンビアのトップクラブの注目を集め始め、2009年にアメリカ・デ・カリに加入した。1年間で31試合に出場し、1ゴールを記録した。
2010シーズンからデポルテス・トリマに加入。この年のコパ・スダメリカーナの準々決勝進出に貢献した。翌2011年のコパ・リベルタドーレスでは予選のSCコリンチャンス・パウリスタ戦でアシストを記録し2-0の勝利に貢献した。大会を通じて7試合に出場した。
コパ・リベルタドーレスでの活躍からメジャーリーグサッカーのポートランド・ティンバーズなどの関心を集めた。2011年4月、かねてより噂のあったポートランド・ティンバーズと契約し、クラブ初の特別指定選手となった。8月20日、カスカディアカップのライバルであるバンクーバー・ホワイトキャップスとのホームマッチで、試合開始わずか78秒後にメジャーリーグサッカーで初ゴールを決めた。

## 代表歴
コロンビア代表で2試合出場した経験がある。初出場は2010年11月18日に開催されたフレンドリーマッチのペルー代表戦。

## 人物
実弟のジミ・チャラもサッカー選手。2020年1月にはジミがポートランド・ティンバーズに移籍したことでチームメイトになった。
2012年3月にグリーンカードを取得。2019年8月にアメリカ合衆国に帰化した。

## タイトル

### クラブ
ポートランド・ティンバーズ
- MLSカップ (1): 2015[8]
- ウェスタン・カンファレンス (プレーオフ): 2015[9]
- ウェスタン・カンファレンス (レギュラーシーズン): 2013, 2017

### 個人
- MLSオールスター: 2019[10]